# قاسم اکبری
قاسم اکبری (زادهٔ ۱۳۶۲ - بالادزای ساری) بازیکن فوتبال اهل ایران می‌باشد.
وی پیشینهٔ بازی در تیم‌های اتکا گلستان، الوند همدان، صنعت نفت آبادان و صبای قم را در کارنامهٔ ورزشی خود داراست.

## بن‌مایه
- قاسم اکبری در وبگاه footballdatabase.eu
- قاسم اکبری در وبگاه persianleague.com